# Hand der Eris

Hand der Eris

Die Hand der Eris ist ein Symbol des Diskordianismus. Diese Religionsparodie kennt eine Göttin „Eris“, benannt nach der griechischen Göttin Eris, der Personifikation der Zwietracht. Da im Diskordianismus der Zahl Fünf eine bedeutsame Rolle zugewiesen ist, wird das Symbol dort ausdrücklich als „fünffingrige Hand der Eris“ (engl. the five fingered hand of Eris) bezeichnet. Tatsächlich entspricht die dargestellte Grundform einer Strecke, die an ihrem Mittelpunkt von den Scheitelpunkten zweier gleich großen symmetrischen und symmetrisch angeordneten Bögen berührt wird.
Die Hand der Eris ist eines von vielen im Diskordianismus gebrauchten Symbolen. Ein Gegenstand der diskordianischen Philosophie ist das Thema von in Konflikt oder Gegensatz stehenden Kräften – manchmal im Gleichgewicht stehend und manchmal nicht. Die Hand der Eris, die auch als zwei gegeneinander gerichtete, aber in einem Punkt zusammenlaufende Pfeilspitzen gesehen werden kann, symbolisiert diese Wechselwirkung von Kräften.

## Astronomisches Symbol

Symbolvorschlag für den Zwergplaneten Eris

Eine spezielle Form des Symbols wurde in einer Online-Petition an die (für Himmelskörper-Benennungen zuständige) Internationale Astronomische Union (IAU) als astronomisches Symbol für den 2005 entdeckten Zwergplaneten (136199) Eris vorgeschlagen. Diese Petition wurde bisher (Stand Mai 2015) nicht angenommen; es ist damit auch nicht zu rechnen, da die IAU bisher in keinem Fall Symbole für Objekte des Sonnensystems standardisiert hat. Das Zeichen ähnelt sehr dem Tierkreiszeichen Fische.